# Mangle
Mangle est un village du Cameroun situé dans le département du Djérem et la Région de l'Adamaoua. Il fait partie de la commune de Tibati.

## Population
En 1967, il comptait 51 habitants, principalement Gbaya. Lors du recensement de 2005, 216 personnes y ont été dénombrées.